# Irish League 1937-1938
L'Irish League 1937-1938 è stata la 44ª edizione della prima divisione del campionato nordirlandese di calcio.
Il campionato era formato da quattordici squadre e il Belfast Celtic vinse il titolo dopo uno spareggio con il Derry City. Non vi furono retrocessioni.

## Classifica finale
| Pos. | Squadra          | G  | V  | N | P  | GF | GS | Punti |
| ---- | ---------------- | -- | -- | - | -- | -- | -- | ----- |
| 1    | Belfast Celtic   | 26 | 18 | 5 | 3  | 88 | 24 | 41    |
| 2    | Derry City       | 26 | 20 | 1 | 5  | 81 | 40 | 41    |
| 3    | Portadown        | 26 | 16 | 5 | 5  | 67 | 32 | 37    |
| 4    | Linfield         | 26 | 16 | 5 | 5  | 78 | 38 | 37    |
| 5    | Ballymena United | 26 | 14 | 5 | 7  | 72 | 55 | 33    |
| 6    | Glentoran        | 26 | 15 | 2 | 9  | 64 | 57 | 32    |
| 7    | Newry Town       | 26 | 10 | 6 | 10 | 63 | 49 | 26    |
| 8    | Distillery       | 26 | 10 | 6 | 10 | 51 | 61 | 26    |
| 9    | Ards             | 26 | 7  | 4 | 15 | 43 | 66 | 18    |
| 10   | Glenavon         | 26 | 6  | 5 | 15 | 36 | 65 | 17    |
| 11   | Bangor           | 26 | 7  | 2 | 17 | 39 | 62 | 16    |
| 12   | Larne            | 26 | 6  | 3 | 17 | 48 | 87 | 15    |
| 13   | Coleraine        | 26 | 5  | 5 | 16 | 40 | 75 | 15    |
| 14   | Cliftonville     | 26 | 2  | 6 | 18 | 27 | 86 | 10    |

G = Partite giocate; V = Vittorie; N = Nulle/Pareggi; P = Perse; GF = Goal fatti; GS = Goal subiti; 

### Spareggio per il titolo
- Belfast Celtic 2-2 Derry City FC
- Derry City FC 3-1 Belfast Celtic